# 臺南捷運綠線
台南捷運綠線，計畫名稱為「台南先進運輸系統綠線」:封面，是一條規畫中的台南捷運路線，最早於1990年提出，採跨坐式單軌系統建置，路線行經臺南市永康區、台南市北區、東區、中西區、安平區。除此之外，台南捷運綠線還規畫延伸至永康區與臺南捷運紅線銜接。

## 歷史
中華民國交通部自1989年著手展開台南都會區大眾捷運系統的規畫，由旗下的交通部運輸研究所與國立成功大學交通管理科學研究所合作進行台南都會區大眾捷運系統的規畫，並於隔年7月完成「台南都會區大眾捷運系統可行性研究」，研究結果認為台南都會區具有興建捷運的需求:摘要表:II。在這個過程中，規畫起自仁德區、迄於高鐵台南站，長10.74公里、設11站的台南捷運綠線也首度被提出:109~121。
而為進一步加速台灣省各地的捷運建設，1990年12月29日，行政院正式下達台79交39519號函令，指示辦理包括台南都會區在內的四個省轄都會區大眾捷運系統的規畫作業，台南都會區大眾捷運系統的各項規畫與建設工作全面啟動。
其後的20年內，最初由台灣省政府住宅與都市發展局捷運工程處專責的台南捷運建設，在1999年中華民國實施精省政策後，於同年7月1日轉由交通部高速鐵路工程局負責。
根據台灣省政府的研究成果，交通部高速鐵路工程局將台南捷運綠線修改為一條長19.6公里、設16站，採全地下化形式分三期興建的捷運路線，並在其後委託國際亞新工程顧問公司辦理後續研究，然而在2002年10月1日行政院核復稱「本案路線應優先考量高鐵台南站與台鐵車站間最佳之銜接路線」後，交通部依此指示隨即將推動重心轉往台灣鐵路沙崙線的興建，不再主導台南捷運，而原先計畫的大眾捷運系統也暫緩推動:1-1。
在交通部不再主導台南都會區大眾捷運系統推動的情況下:1-2，將改起訖於台南市新化區、億載金城的台南捷運綠線設為台南捷運的第一順位推動路線；然而台南捷運系統2010年進行後續送審時，因自償率過低，旋即遭到交通部退回，而台南市首任市長賴清德上任後，也認為興建成本過高且路幅過於狹窄不易興建，正式終止台南都會區輕軌運輸系統計畫，此案不了了之。
在此之後，台南市政府另闢蹊徑推動「台南市捷運化公共運輸系統執行方案」，推行公車改造及興建轉運站等政策。在此背景下，基於服務各轉運站間的往來旅次，提升轉運站運作效能、滿足周邊地區需求，台南市政府再度委外辦理「台南市先進公共運輸系統可行性研究」:1。在研究中根據「均衡發展」、「運輸系統整合」、「滿足交通特性」及「連接嘉南高生活圈」等四大重點提出了橫貫都心的台南捷運綠線等9條路線、3條延伸線:91，由採用跨座式單軌捷運系統:139形式興建的台南捷運綠線作為優先路網串接起平實轉運站及台南市議會，長11.9公里:92~93，設17站及1座安平機廠:150~151:170，採全高架化形式興建:344，預算新台幣220.3億:265，預估於2021年動工、2025年通車:280。
目前，台南捷運綠線已於2016年10月正式提報交通部審查，並與台南捷運藍線共同納入前瞻基礎建設計畫:56~57。2018年10月可行性研究報告交通部初審通過。
2019年台南市議會裁決綠線五千萬元規劃費墊付案退回，市府下次定期會再提送審議，紅線一千二百萬元可行性研究費墊付案送聯席會審查。綠線規劃費墊付案在議會卡關的主因為2019年3至4月辦理8場民眾說明會，成功至西門路段民眾有異議，市府捷運工程處於2019年7月23日的市政會議上公布5條新的路線，分別為方案A：公園南路、海安路段，總長約12.8公里；方案B：公園南路、海安路、民生路段，總長約11.5公里；方案C：公園南路、臨安路、民生路段，總長約11公里；方案D：健康路、大同路段；總長約12.4公里；方案E：公園南路、海安路、和緯路段，總長約12.7公里。2019年9月將在針對新路線舉辦分區說明會，收集民眾意見。
2025年2月台南市政府提出修正方案，本線位於舊城區路段（水萍塭公園～小東公園，約4.56公里）考量路幅狹小，預計改採地下化方案。另路線東段也自平實轉運站延伸至大灣，與規劃中之深綠線進行轉乘。

## 路線
台南捷運綠線起自保吉站，迄於地方法院站。沿途行經保吉路、大灣東路、崑大路、復興路、小東路、北門路、中山路、中正路、忠義路、府前路、西門路、永華路、育平路、慶平路、安億路、光州路、健康路，全長17.23公里，設19站及1座安平機廠。

| 綠線 站名及位置取自路線修正方案專家諮詢會議資料，但尚未定案，僅供參考。 |     |            |  |                                  |                            |      |          |           |
| 永 康 歸 仁 段                                                          | G01 | 保吉路     |  | 鄰近保吉路/台39線路口            | 深綠線                     | 高架 | 臺 南 市 | 歸仁區    |
| 永 康 歸 仁 段                                                          | G02 | 大灣民族   |  | 鄰近大灣東路/民族路口            |                            | 高架 | 臺 南 市 | 永康區    |
| 永 康 歸 仁 段                                                          | G03 | 大灣南興   |  | 鄰近大灣東路/南興路112巷40弄路口 |                            | 高架 | 臺 南 市 | 永康區    |
| 永 康 歸 仁 段                                                          | G04 | 崑山科大   |  | 鄰近崑山科大                     |                            | 高架 | 臺 南 市 | 永康區    |
| 永 康 歸 仁 段                                                          | G05 | 復興里     |  | 鄰近網寮南營區                   |                            | 高架 | 臺 南 市 | 永康區    |
| 永 康 歸 仁 段                                                          | G06 | 平實轉運站 |  | 鄰近中華路/小東路口              | 藍線                       | 高架 | 臺 南 市 | 東區 北區 |
| 永 康 歸 仁 段                                                          | G07 | 小東東興   |  | 鄰近小東路/東興路口              |                            | 高架 | 臺 南 市 | 東區 北區 |
| 核 心 市 區 段                                                          | G08 | 成功大學   |  | 鄰近成大自強校區                 |                            | 地下 | 臺 南 市 | 東區 北區 |
| 核 心 市 區 段                                                          | G09 | 成大醫院   |  | 鄰近成大醫院                     |                            | 地下 | 臺 南 市 | 東區 北區 |
| 核 心 市 區 段                                                          | G10 | 台南車站   |  | 鄰近北門路/公園南路口            | 臺灣鐵路縱貫線（站外轉乘） | 地下 | 臺 南 市 | 東區 北區 |
| 核 心 市 區 段                                                          | G11 | 台南醫院   |  | 鄰近臺南醫院                     |                            | 地下 | 臺 南 市 | 中西區    |
| 核 心 市 區 段                                                          | G12 | 美術二館   |  | 鄰近臺南市美術館2館              |                            | 地下 | 臺 南 市 | 中西區    |
| 核 心 市 區 段                                                          | G13 | 西門和意   |  | 鄰近西門路/和意路口              |                            | 地下 | 臺 南 市 | 中西區    |
| 安 平 段                                                                | G14 | 市政府     |  | 鄰近台南市議會                   | 黃線                       | 高架 | 臺 南 市 | 安平區    |
| 安 平 段                                                                | G15 | 永華文平   |  | 鄰近永華路/文平路口              |                            | 高架 | 臺 南 市 | 安平區    |
| 安 平 段                                                                | G16 | 永華育平   |  | 鄰近永華路/育平路口              |                            | 高架 | 臺 南 市 | 安平區    |
| 安 平 段                                                                | G17 | 安億轉運站 |  | 鄰近慶平路/育平七街60巷口        |                            | 高架 | 臺 南 市 | 安平區    |
| 安 平 段                                                                | G18 | 億載金城   |  | 鄰近億載金城                     |                            | 高架 | 臺 南 市 | 安平區    |
| 安 平 段                                                                | G19 | 地方法院   |  | 鄰近臺灣台南地方法院             |                            | 高架 | 臺 南 市 | 安平區    |

## 外部連結
- 台南捷運路線又改了 優先部分增加兩條路線 （页面存档备份，存于）
- 交通局：均按進度執行中
- 台南市政府交通局
- 交通部運輸研究所
- 台南市政府捷運工程處 （页面存档备份，存于）
- 臺南捷運官方網站 （页面存档备份，存于）
- 臺南捷運路線圖